# Ceratozetes longispina
Ceratozetes longispina är en kvalsterart som beskrevs av Arthur P. Jacot 1936. Ceratozetes longispina ingår i släktet Ceratozetes och familjen Ceratozetidae. Inga underarter finns listade i Catalogue of Life.